# Vechterweerd
De havezate Vechterweerd stond langs de Vecht in het Nederlandse dorp Dalfsen, provincie Overijssel. Van de havezate is niets bewaard gebleven.

## Geschiedenis
De oudste vermelding dateert uit 1520: er was toen sprake van het goed De blinde hoender. In 1545 kreeg Bitter van Reede, zoon van Adriaan, volgens een akte het Huys den Blijnden Houderen toegekend.
In 1612 erfde Godert Adriaan van Reede het goed met het huis van zijn vader Adriaan. Kort hierna heeft hij het huis waarschijnlijk verbouwd en vergroot. Inmiddels stond het huis ook bekend als Den Weert en in 1614 werd de naam Vechterweerd voor het eerst toegepast.

### Roelinck
Herman Roelinck kocht in 1622 het huis aan en liet het in 1652 na aan Derk, zijn oudste zoon. Derk was getrouwd en had drie kinderen; het gezin woonde vooral in Zwolle. Derk overleed in 1675 en uiteindelijk zou weduwe Mechteld alleen overblijven, want ook de kinderen stierven. Mechteld liet Vechterweerd daarom in 1711 na aan haar kleindochter Fenna Hendrina.

### Greven
In 1713 trouwde Fenna Hendrina Roelinck met de in Zwolle werkzame Egbert Greven. Na het overlijden van Egbert in 1725 koos Fenna Vechterweerd als haar vaste woonplaats. Ze overleed in 1754 en liet Vechterweerd na aan haar kinderen, die het goed niet verdeelden maar als één geheel behielden.
Van Fenna’s drie kinderen zou Herman Joan Greven het langst in leven blijven. Nadat zus Anna Mechteld en broer Albertus waren overleden, werd Herman de enige eigenaar van Vechterweerd. Hij was burgemeester in Zwolle en namens deze stad sinds 1744 ook afgevaardigde voor de landdag. Tevens zat hij in 1747 namens Overijssel in de Staten-Generaal. Herman liet in 1784 Vechterweerd na aan zijn zoon Egbert Hendrik.
Toen Egbert Hendrik Greven in 1832 overleed liet hij Vechterweerd na aan zijn minderjarige kleinkinderen. Hun vader was aangesteld als beheerder, maar deze overleed al in 1834 waarna neef Oswald François Greven de beheertaak overnam. Oswald verkocht na een jaar een groot deel van de bezittingen van Vechterweerd. Het huis zelf werd in 1844 door de erfgenamen ter afbraak te koop aangeboden.

### Afbraak
De nieuwe eigenaar in 1844 werd Hendrik Kleinhoonte. Hij ging voortvarend aan de slag: het huis werd in 1845 gesloopt, de gronden herverkaveld en de bomen gekapt, zodat er ruimte ontstond voor weilanden. Een van de kleinkinderen van Egbert Hendrik, Wilhelmina Louise van Aerssen Beijeren, kocht het goed terug, maar ze overleed reeds in 1849 op 30-jarige leeftijd.
Het goed Vechterweerd ging in 1872 door verkoop over naar Gerrigje van der Kolk. Zij was de weduwe van Gerrit Jan Hofman en liet in 1880 Vechterweerd na aan hun dochter Heideltje Hofman, die met Jan Willem van der Vegt was getrouwd. Het echtpaar woonde op de boerderij van Vechterweerd en ze overleden daar ook. Het goed vererfde via hun zoon naar hun kleindochter en haar man.

## Beschrijving
Het is niet duidelijk wie het eerste huis heeft gebouwd. Het in 1545 genoemde Huys den Blijnden Houderen wijst in ieder geval op een stenen gebouw. Mogelijk had Adriaan van Reede het laten bouwen als een voorpost van het kasteel Saasveld, maar het kan ook een buitenverblijf zijn geweest van Roelof van de Rutenborgch.
Rond 1613 is het huis verbouwd en uitgebreid, waarschijnlijk door Godert Adriaan van Reede. In de 17e eeuw was er ook een brouwerij aanwezig.
In 1713 zou Vechterweerd over drie kamers en een vuurstede beschikken. Het testament van Fenna Hendrina Greven uit 1745 vermeldde dat Vechterweerd bestond uit het huis, tuinen en boomhaarden, een sterrenbos, en het visrecht in de Vecht.
Toen Vechterweerd in 1844 te koop werd aangeboden, bestond het uit een herenhuis, een stalling, tuinmanswoning, boerenerven en katersteden. Het landgoed was ruim 98 hectare groot. Van de in 1845 afgebroken havezate bleef niets over en het slooppuin is waarschijnlijk hergebruikt voor het verharden van wegen.
Na de sloop van de havezate stond er alleen nog een boerderij. In 1951 was van het goed nog 12 hectare overgebleven. De oude gracht en visvijver groeiden dicht en waren in 1978 uit het landschap verdwenen.

### Havezate?
Vechterweerd staat te boek als havezate. In de 17e eeuw stelde Steven Gerhard van Rhemen tot Rhemenshuizen dat Vechterweerd inderdaad het recht van verschrijving gaf voor de ridderschap van Overijssel. De bewoners waren doorgaans echter van niet-riddermatige afkomst, waardoor er van het recht geen gebruik werd gemaakt. 

## Varia
In 1910-1911 werd de stuw Vechterweerd aangelegd in de rivier de Vecht. Deze stuw is vernoemd naar de havezate.
Ahnem · Den Alerdinck · Arendshorst · Arkelstein · Averbergen · Beerze · Den Berg · Bergentheim · Blankena · Borgele · Boskamp · Boxbergen · Bredenhorst · Buckhorst · Campherbeek · Collendoorn · Den Dam · Dieze · Dingshof · Den Doorn · Hof te Dorth · Eerde · Egede · De Gelder · Gerner · Glinthuis · Gramsbergen · De Groote Scheere · De Grote Weede · De Haere · Haerst · Hagenvoorde · Heemse · Herxen · Hoenlo · Hofstede · 't Hogeholt · Hogenhof · 't Hoogehuis · Junne · Kranenburg · Krijtenberg · De Kuile · Het Laar · Langeveldslo · Leemcule · Luttenberg · Melenhorst · Mennigjeshave · Nijenhuis · Oosterveen · Den Ordel · De Pol · Pothof · Rande · Rechteren · Het Reelaer · Rhaan · Rollecate · Rutenberg · Schoonheten · Schuilenburg · Vechterweerd · Velner · Venebrugge · Verborg · Voorst · Vrieswijk · Werkeren · Westerveld · Windesheim · Wittenstein · Wolfshagen · Zuthem
Den Aalshorst · Den Alerdinck · Huis Almelo · Arkelstein · Averbergen · Azoelen · Backenhagen · Bellinckhof · Den Berg · Huis Bergentheim · Beugelskamp · Beverfeurde · Blankena · Hof te Boekelo · Borgbeuningen · Havezate Boskamp · Boxbergen · Havezate Brecklenkamp · Bredenhorst · Buckhorst · Campherbeek · Colckhof · Den Dam · Huis Diepenheim · Dingshof · Dubbelink · Kasteel Eerde · Egede · Havezate Elsen · Everlo · Landgoed Frieswijk · Glinthuis · Huis Gramsbergen · Grimberg · Grotenhuis · De Haere · Haerst · Hagmeule · Slot Hardenberg · Huis Heeckeren · Huis Hengelo · Herxen · Hofstede · Hogenhof · Hondeborg · Katenhorst · Kevelham · Kranenburg · De Kuile · Het Laar · Leemcule · Luttenberg · Mataram · Mennigjeshave · Nijenhuis (Diepenheim) · Nijenhuis (Olst-Wijhe) · Oldemeule · Olidam · Oosterhof · Huis te Ootmarsum · Den Ordel · Pekkedam · Pothof · Rande · Kasteel Rechteren · Het Reelaer · Rhaan · Rutenberg · Huis Saasveld · Havezate Schoonheten · Havezate Schuilenburg · Singraven · Stoevelaar · Kasteel Toutenburg · Twickel · Vechterweerd · Venebrugge · Kasteel Voorst · Warmelo · Wegdam · Weldam · Weleveld · Huis Werkeren · Westerflier · Wittenstein · Zuthem